# Internationale Filmfestspiele von Cannes 1947
Die 2. Internationalen Filmfestspiele von Cannes 1947 fanden vom 12. September bis zum 25. September 1947 statt.

## Wettbewerb
Im Wettbewerb wurden folgenden Filme gezeigt:
| Filmtitel                            | Regisseur                                                                                          | Produktionsland      | Darsteller (Auswahl)                       |
| Les Amants du pont Sain-Jean         | Henri Decoin                                                                                       | Frankreich           |                                            |
| Aufstand in Sibirien                 | Mario Camerini                                                                                     | Italien              | Vittorio Gassman                           |
| Das Boot der Verdammten              | René Clément                                                                                       | Frankreich           | Henri Vidal                                |
| Broadway Melodie 1950                | Lemuel Ayers Roy Del Ruth Robert Lewis Vincente Minnelli Merrill Pye George Sidney Charles Walters | USA                  | Fred Astaire                               |
| Bumerang                             | Elia Kazan                                                                                         | USA                  | Dana Andrews, Jane Wyatt, Lee J. Cobb      |
| The Chase                            | Arthur Ripley                                                                                      | USA                  | Robert Cummings, Michèle Morgan            |
| La Copla de la Dolores               | Benito Perojo                                                                                      | Argentinien, Spanien | Imperio Argentina                          |
| Dumbo                                | Ben Sharpsteen                                                                                     | USA                  | Zeichentrickfilm                           |
| La Gata                              | Mario Soffici                                                                                      | Argentinien          |                                            |
| Hemmungslose Liebe                   | Curtis Bernhardt                                                                                   | USA                  | Joan Crawford, Van Heflin, Raymond Massey  |
| Im Kreuzfeuer                        | Edward Dmytryk                                                                                     | USA                  | Robert Young, Robert Mitchum, Robert Ryan  |
| Ivy                                  | Sam Wood                                                                                           | USA                  | Joan Fontaine                              |
| Der Jazzsänger                       | Alfred E. Green                                                                                    | USA                  | Larry Parks                                |
| Marouf, Savetier du Caire            | Jean Mauran                                                                                        | Marokko              |                                            |
| Schiff nach Indialand                | Ingmar Bergman                                                                                     | Schweden             |                                            |
| Die seltsame Liebe der Martha Ivers  | Lewis Milestone                                                                                    | USA                  | Barbara Stanwyck, Van Heflin, Kirk Douglas |
| Sperduti nel buio                    | Camillo Mastrocinque                                                                               | Italien              | Vittorio De Sica                           |
| Das Spiel ist aus                    | Jean Delannoy                                                                                      | Frankreich           |                                            |
| Tanitono                             | Márton Keleti                                                                                      | Ungarn               |                                            |
| Tödliches Geheimnis                  | Anthony Kimmins                                                                                    | Großbritannien       | Burgess Meredith                           |
| Das Verbrechen des Giovanni Episcopo | Alberto Lattuada                                                                                   | Italien              | Aldo Fabrizi                               |
| Zwei Frauen                          | Arnold Sjöstrand                                                                                   | Schweden             | Eva Dahlbeck                               |
| Zwei in Paris                        | Jacques Becker                                                                                     | Frankreich           | Roger Pigaut                               |

## Preisträger
In diesem Jahr wurde kein allgemeiner Grand Prix vergeben. Die Preise verteilten sich auf Genrepreise:
- Grand Prix („Psychologisches Drama / Liebesfilm“): Zwei in Paris
- Grand Prix („Abenteuer- und Kriminalfilm“): Das Boot der Verdammten
- Grand Prix („Sozialdrama“): Im Kreuzfeuer
- Grand Prix („Komödie/Musical“): Broadway Melodie 1950
- Grand Prix („Zeichentrick“): Dumbo